# Acourtia humboldtii
Acourtia humboldtii là một loài thực vật có hoa trong họ Cúc. Loài này được (Less.) B.L.Turner mô tả khoa học đầu tiên năm 1993.